# Argentino (Uruguay)
Argentino, auch als Balneario Argentino bezeichnet, ist eine Ortschaft in Uruguay.

## Geographie
Argentino befindet sich auf dem Gebiet des Departamento Canelones in dessen Sektor 8. Der Ort liegt an der Küste des Río de la Plata zwischen dem östlich angrenzenden Jaureguiberry und dem westlich anschließenden Santa Ana. In einigen Kilometern Entfernung mündet im nördlich Hinterland von Argentino der Arroyo Tío Diego in den Arroyo Solís Grande.

## Infrastruktur
Der Ort liegt an der Ruta Interbalnearia, etwa an deren Kilometerpunkt 75.

## Einwohner
Die Einwohnerzahl von Argentino beträgt 68 (Stand 2011).
| Jahr | Einwohner |
| ---- | --------- |
| 1963 | -         |
| 1975 | 29        |
| 1985 | 28        |
| 1996 | 38        |
| 2004 | 38        |
| 2011 | 68        |

Quelle: Instituto Nacional de Estadística de Uruguay